# Condylactis
Condylactis é um género de cnidários pertencente à família Actiniidae.
O género tem uma distribuição quase cosmopolita.

## Espécies[1]
- Condylactis aurantiaca (Delle Chiaje, 1825)
- Condylactis gigantea (Weinland, 1860)
- Condylactis kerguelensis (Studer, 1879)
- Condylactis parvicornis Kwietniewski, 1898